# Línea Black-Allan
La línea Black-Allan es la parte recta del sureste de la frontera estatal entre los estados australianos de Nueva Gales del Sur y Victoria. La línea se extiende hacia el noroeste desde el cabo Howe, en el mar de Tasmania, hasta Indi Springs, la cabecera del río Murray. El río Murray forma entonces el resto del límite entre los dos estados hasta llegar a la frontera con Australia del Sur.
Una sugerencia realizada en 1867 por el entonces magistrado de la policía de Bairnsdale y guardián de Gold Fields, Alfred William Howitt, preocupado por el límite de su jurisdicción, junto con el topógrafo de distrito J.G.W. Wilmot, condujo al levantamiento de la frontera oriental entre Victoria y Nueva Gales del Sur.
La línea lleva el nombre de Alexander Black y Alexander Allan, los hombres que, entre 1870 y 1872, trazaron la línea que delimitaba las dos colonias. El levantamiento fue muy preciso para la época, ya que sólo se perdió el objetivo final por unos 43 cm.
El límite del distrito de Port Philip de Nueva Gales del Sur se definió en la Ley Constitucional de Nueva Gales del Sur de 1842 (Reino Unido) como "... el límite del distrito de Port Phillip en el norte y el noreste será una línea recta trazada desde el Cabo How [sic] hasta la fuente más cercana del río Murray y desde allí el curso de ese río hasta el límite oriental de la provincia de Australia del Sur". La Ley de Constituciones de Australia de 1850 (Reino Unido), que estableció la colonia de Victoria, utiliza la misma definición.
Sin embargo, debido a continuos descuidos entre los estados, la frontera real no se ratificó oficialmente (y legalmente) hasta 2006.